# Markus Oscarsson
Markus Oscarsson (n. 9 mai 1977, Västerås, Suedia) este un caiacist ce a reprezentat Suedia, medaliat olimpic. A participat la 5 ediții ale Jocurilor Olimpice (1996, 2000, 2004, 2008, 2012) în care a câștigat o medalie de aur și o medalie de argint.